# Stara Szkoła
Stara Szkoła – część wsi Tenczynek w Polsce, położona w województwie małopolskim, w powiecie krakowskim, w gminie Krzeszowice.
W latach 1975–1998 Stara Szkoła administracyjnie należała do województwa krakowskiego.
Od południa graniczy z tenczyńskim Podlesiem, a od północy z dawnym browarem.